# Die romantische Engländerin
Die romantische Engländerin (Originaltitel: The Romantic Englishwoman) ist ein britisch-französischer Film aus dem Jahr 1975. Regie führte Joseph Losey, das Drehbuch schrieben Tom Stoppard und Thomas Wiseman nach Wisemans Roman aus dem Jahr 1971.

## Handlung
Der erfolgreiche Schriftsteller Lewis Fielding ist mit Elizabeth verheiratet. Das Paar hat einen kleinen Sohn. Da sie unzufrieden mit ihrem Eheleben ist, macht sie einen Kurzurlaub in Baden-Baden, um sich selbst zu finden. Dort lernt sie den Drogenkurier und Gigolo Thomas kennen. Fielding malt sich in seiner Phantasie aus, mit wem und wie seine Frau in Baden-Baden ihre Zeit verbringt. Nach ihrer Rückkehr verdächtigt sie ihr Mann der Untreue, was sie wahrheitsgemäß bestreitet. Das hält Lewis aber nicht davon ab, eine ähnliche Geschichte in sein neuestes Drehbuch einzubauen.
Einige Zeit später besucht Thomas die Fieldings und gibt vor, sich für die Werke des Autors zu interessieren. Lewis lässt ihn gegen den Willen seiner Frau für eine gewisse Zeit bei ihnen wohnen, beschäftigt ihn sogar als Sekretär. Er versucht aber, den vermeintlichen Nebenbuhler in mehreren Situationen zu demütigen, was Thomas gleichgültig hinnimmt. Fielding beobachtet die beiden voller Misstrauen und baut Passagen aus Gesprächen des Trios in sein Stück ein, während Elizabeth andererseits eifersüchtig die Affäre beobachtet, die sich zwischen Thomas und dem Kindermädchen anbahnt.
Schließlich beginnt Elizabeth doch eine Affäre mit Thomas. Als Thomas und Elizabeth an einem Abend zusammen ausgehen, trifft er auf einen Mann aus seiner Vergangenheit. Panisch verlässt er zusammen mit Elizabeth das Lokal und erklärt ihr, er müsse das Land sofort verlassen. Die beiden packen Hals über Kopf, und sie fährt mit ihm nach Südfrankreich. Nach kurzer Zeit geht ihnen das Geld aus, und das komfortable Leben als Gauner und Schmarotzer, das Thomas bisher gelebt hat, kann er mit Elizabeth an seiner Seite kaum noch weiterführen. Zudem haben die Drogenhändler seine Spur aufgenommen, und auch Lewis hat sich auf die Suche nach seiner Frau an die Côte d’Azur begeben.
Lewis folgt den beiden, hat aber selbst bald die Drogenhändler am Hals. Nachdem Thomas von den Gangstern gestellt wurde und abgeschleppt wird, kehrt Elizabeth mit Lewis, den Thomas telefonisch über ihren Aufenthaltsort informiert hatte, nach England zurück.

## Produktion und Veröffentlichung

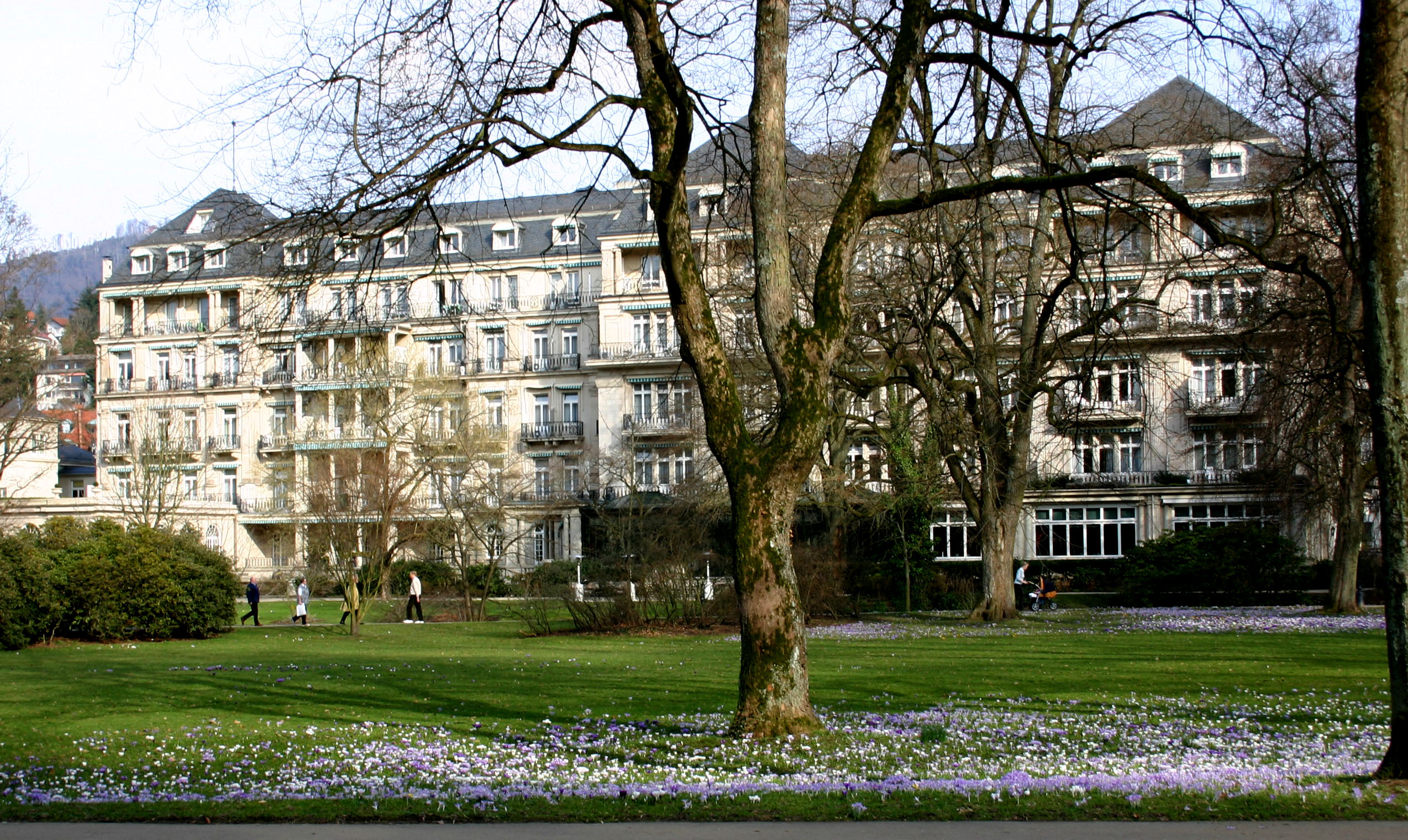
Brenners Hotel

Der Film wurde in London, in Baden-Baden und an der Côte d’Azur gedreht. Spielorte in Baden-Baden waren das Casino und Brenners Hotel. Losey arbeitete wieder mit dem Kameramann Gerry Fisher zusammen, mit dem er insgesamt sieben Filme gedreht hat. Gerry Fisher war als der Editor seit 1966 an allen Filmen Loseys beteiligt. Für Richard Hartley war es der erste Film, für den er die Filmmusik geschrieben hat. Helmut Berger trägt Anzüge aus dem Haus Yves Saint-Laurent.
Die Produktionskosten betrugen schätzungsweise 1,2 Millionen US-Dollar.
Der Film wurde am 19. Mai 1975 in Cannes außerhalb des Wettbewerbs vorgestellt und kam am 11. Juni desselben Jahres in Frankreich in die Kinos. TV-Premier in Deutschland war am 14. November 1976.
x
2021 veröffentlichte das Label Pidax in der Reihe Film-Klassiker eine DVD in deutscher und englischer Sprache. Als Alternativtitel wurde Die Kokainfalle gewählt.

## Kritiken
Die Zeitschrift Cinema urteilte: „Das Ehedrama galt seinerzeit als Schlag gegen die bürgerliche Moral, wirkt heute eher gestelzt. Fazit: Hier hat der Lauf der Zeit am Lack gekratzt.“
Die Zeitschrift Prisma zollt dem Streifen in ihrem Online-Filmlexikon großes Lob: „(…) Joseph Losey (…) inszenierte mit „Die romantische Engländerin“ ein ebenso amüsantes wie dramatisches Kammerspiel. Dabei setzte er auf innovative Schnitttechnik und seine herausragenden Darsteller Michael Caine und Glenda Jackson. Als Gigolo und Bonvivant ist Helmut Berger zu sehen – eine Rolle, die ihm auf den Leib geschneidert war.“
Michael Barrett vom Online-Magazin PopMatters schreibt zu dem Film: „Wir wissen, dass Joseph Losey’s The Romantic Englishwomen irgendwo auf einem metafiktionalen Feld existiert. Damit wirft er seinen Schatten voraus auf den ähnlich betitelte[n Film] The French Lieutenant’s Woman. Die Personen erzählen interessante Lügen, manchmal, indem sie die Wahrheit sagen und manchmal indem sie ihre Lügen in die Wirklichkeit zaubern“.
Adolf Heinzlmeier und Berndt Schulz bewerten Die romantische Engländerin in ihrem Lexikon „Filme im Fernsehen“ mit 3½ von 4 möglichen Sternen als außergewöhnlich und meinen: „(…) ein ebenso bitterer wie gelassen heiterer Film über die Gefährdung menschlicher Gefühle und das Benutzen von Emotionen zu egoistischen Zwecken; exzellent besetzt.“